# George Stephens (filolog)
George Stephens, född 13 december 1813 i Liverpool, död 9 augusti 1895 i Köpenhamn, var en brittisk arkeolog och filolog. 

## Biografi
Stephens var prästson. Han läste vid University College London. 1834 gifte han sig med Mary Bennett och flyttade till Sverige. Sedan dess var han bosatt i de skandinaviska länderna, under det han gjorde historiska och arkeologiska forskningsresor till andra länder. Under sin fleråriga vistelse i Sverige forskade han inte bara i biblioteken om nordisk fornlitteratur och fornhistoria, utan ägnade mycken uppmärksamhet åt de etnologiska moment, som enligt tidens uppfattning fanns i ballader och sägner. Tillsammans med G.O. Hyltén-Cavallius samlade och utgav han Svenska folksagor och äfventyr 1844-49, samt Sveriges historiska och politiska visor 1853.
Han översatte Esaias Tegnérs Fritiofs saga, som 1839 utkom i ett illustrerat praktverk, försett med musik- och andra bilagor. Tegnér var nöjd med allt utom själva översättningen, om vilken han skrev: "Öfversättningen är trogen; men det är med öfversättningar som med Fruar: de trognaste äro sällan de vackraste."
Efter att ha överflyttat till Danmark, konstituerades han till lektor i engelska språket och litteraturen vid Köpenhamns universitet 1851 och tillika i fornengelska (angelsachsiska) 1852 samt utnämndes till lektor i engelska språket och litteraturen, med titel av professor, 1855. Stephens tog 1893 avsked från universitetet. Han var hedersledamot och ledamot av en stor mängd lärda samfund och sällskap. 1877 blev Stephens hedersdoktor i Uppsala.
Stephens monumentalverk The Old Northern Runic Monuments of Scandinavia and England 3 tom. 1866–84 skildrar alla inskrifter med de så kallade gamla runorna i de nordiska länderna och i England, så väl på fasta minnesmärken som på lösören. Enligt Stephens var det engelska folket närmast av nordisk börd och det gammalengelska språket bör räknas till de nordiska språken. 
George Stephens var far till Joseph Stephens och farfar till Florence Stephens på Huseby bruk.

## Samlingar
Under 1990-talet upptäcktes på Svenskt visarkiv en tidigare okänd samling av ovanliga skillingtryck som hade tillhört George Stephens. Samlingen bestod av två kartonger innehållande paket som var inslagna i tidningar från februari 1860. Troligen var dessa inte öppnade sedan dess. Skillingtryckssamlingen består av cirka 2 100 vistryck, varav över 100 är från 1700-talet och resterande från första halvan av 1800-talet. Samlingen hade troligen lånats till visarkivet av Växjö stadsbibliotek och återfördes dit 1998.
I februari 2005, under ett besök på stadsbiblioteket för att studera skillingtryckssamlingen, upptäckte Boel Lindberg en stor samling handskrivna nedteckningar av visor och ballader gjorda med George Stephens handstil. Samlingen är känd som George Stephens manuskriptsamling och består av över 900 handskrivna blad. Innehållet består av ballader, visor och sånglekar, men även ett mindre material av sagor, sägner och ordspråk. Information om samlingens tillkomst är knapp, liksom om hur den hamnade på stadsbiblioteket. Enligt anteckningar i bibliotekets ackvisionskatalog är det troligt att samlingen donerades till dåvarande Stifts och gymnasiebiblioteket den 9 juni 1893.
Ytterligare material samlat av Stephens finns på Kungliga biblioteket i Stockholm och på Det Kongelige Bibliotek i Köpenhamn.